# Olympische Sommerspiele 2012/Schwimmen – 400 m Freistil (Männer)
Der Wettbewerb über 400 Meter Freistil der Männer bei den Olympischen Spielen 2012 in London wurde am 28. Juli 2012 im London Aquatics Centre ausgetragen. 28 Athleten nahmen daran teil. 
Es fanden vier Vorläufe statt. Die acht schnellsten Schwimmer aller Vorläufe qualifizierten sich für das Finale.
Abkürzungen: WR = Weltrekord, OR = olympischer Rekord, NR = nationaler Rekord, PB = persönliche Bestleistung, JWB = Jahresweltbestzeit

## Bestehende Rekorde
| Weltrekord         | Paul Biedermann ( Deutschland) | 3:40,07 min | Rom, Italien       | 26. Juli 2009      |
| Olympischer Rekord | Ian Thorpe ( Australien)       | 3:40,59 min | Sydney, Australien | 16. September 2000 |

## Titelträger
| Olympiasieger     | Park Tae-hwan ( Südkorea)      | 3:41,86 min | Peking 2008   |
| Weltmeister       | Park Tae-hwan ( Südkorea)      | 3:42,04 min | Shanghai 2011 |
| Europameister     | Paul Biedermann ( Deutschland) | 3:47,84 min | Debrecen 2012 |
| Deutscher Meister | Paul Biedermann                | 3:47,98 min | Berlin 2012   |

## Vorlauf

### Vorlauf 1
28. Juli 2012
| Platz | Name                   | Nation    | Zeit        | Anmerkung |
| ----- | ---------------------- | --------- | ----------- | --------- |
| 1     | Mateusz Sawrymowicz    | Polen     | 3:53,33 min |           |
| 2     | Mateo de Angulo        | Kolumbien | 3:57,76 min |           |
| 3     | Ahmed Gebrel           | Palästina | 4:08,51 min |           |
| 4     | Allan Gutiérrez Castro | Honduras  | 4:09,10 min |           |

### Vorlauf 2
28. Juli 2012
| Platz | Name                | Nation         | Zeit        | Anmerkung |
| ----- | ------------------- | -------------- | ----------- | --------- |
| 1     | Ryan Cochrane       | Kanada         | 3:47,26 min |           |
| 2     | Robert Renwick      | Großbritannien | 3:47,44 min |           |
| 3     | Mads Glæsner        | Dänemark       | 3:48,27 min |           |
| 4     | Paul Biedermann     | Deutschland    | 3:48,50 min |           |
| 5     | Matthew Stanley     | Neuseeland     | 3:49,44 min |           |
| 6     | Igor Degtyaryow     | Russland       | 3:52,33 min |           |
| 7     | Đorđe Marković      | Serbien        | 3:55,35 min |           |
| 8     | Juan Martín Pereyra | Argentinien    | 3:56,76 min |           |

### Vorlauf 3
28. Juli 2012
| Platz | Name           | Nation         | Zeit        | Anmerkung |
| ----- | -------------- | -------------- | ----------- | --------- |
| 1     | Park Tae-hwan  | Südkorea       | 3:46,68 min |           |
| 2     | Gergő Kis      | Ungarn         | 3:46,77 min |           |
| 3     | Ryan Napoleon  | Australien     | 3:47,01 min |           |
| 4     | David Carry    | Großbritannien | 3:47,25 min |           |
| 5     | David McKeon   | Australien     | 3:48,57 min |           |
| 6     | Serhij Frolow  | Ukraine        | 3:50,63 min |           |
| 7     | Matias Koski   | Finnland       | 3:54,96 min |           |
| 8     | Heerden Herman | Südafrika      | 3:57,28 min |           |

Park wurde zuerst wegen Fehlstarts disqualifiziert. Nach Protest des koreanischen Verbandes wurde die Disqualifikation zurückgenommen. Cornel Marculescu, Exekutiv-Direktor des Dachverbandes FINA, erklärte, Parks Schulterzucken auf dem Startblock sei unbewusst gewesen und habe das Rennen nicht beeinflusst.

### Vorlauf 4
28. Juli 2012
| Platz | Name              | Nation             | Zeit        | Anmerkung |
| ----- | ----------------- | ------------------ | ----------- | --------- |
| 1     | Sun Yang          | China              | 3:45,07 min |           |
| 2     | Peter Vanderkaay  | Vereinigte Staaten | 3:45,80 min |           |
| 3     | Conor Dwyer       | Vereinigte Staaten | 3:46,24 min |           |
| 4     | Hao Yun           | China              | 3:46,88 min |           |
| 5     | Pál Joensen       | Dänemark           | 3:47,36 min |           |
| 6     | Cristian Quintero | Venezuela          | 3:50,44 min |           |
| 7     | Samuel Pizzetti   | Italien            | 3:50,93 min |           |
| 8     | Dominik Meichtry  | Schweiz            | 3:51,34 min |           |

## Finale
30. Juli 2012, 19:51 Uhr MEZ
| Platz | Name             | Nation             | Zeit        | Anmerkung |
| ----- | ---------------- | ------------------ | ----------- | --------- |
| 1     | Sun Yang         | China              | 3:40,14 min | OR        |
| 2     | Park Tae-hwan    | Südkorea           | 3:42,06 min |           |
| 3     | Peter Vanderkaay | Vereinigte Staaten | 3:44,69 min |           |
| 4     | Hao Yun          | China              | 3:46,02 min |           |
| 5     | Conor Dwyer      | Vereinigte Staaten | 3:46,39 min |           |
| 6     | Gergő Kis        | Ungarn             | 3:47,03 min |           |
| 7     | David Carry      | Großbritannien     | 3:48,62 min |           |
| 8     | Ryan Napoleon    | Australien         | 3:49,25 min |           |

Yang gelang die drittschnellste je geschwommene Zeit auf dieser Distanz. Nur Weltrekordler Paul Biedermann und der Australier Ian Thorpe, dessen Bestleistung 1/100 Sekunde unter dem Weltrekord liegt.

Yang ist zudem der erste männliche Olympiasieger aus China im Schwimmen.